# Culicoides bayano
Culicoides bayano är en tvåvingeart som beskrevs av Vitale, Wirth och Aitken 1981. Culicoides bayano ingår i släktet Culicoides och familjen svidknott.
Artens utbredningsområde är Panama. Inga underarter finns listade i Catalogue of Life.